# Microrregión de Boquira
La Microrregión de Boquira es una de las  microrregiones del estado brasileño de la Bahia perteneciente a la Mesorregión del Centro-sur Baiano. Su población fue estimada en 2005 por el IBGE en 184.575 habitantes y está dividida en once municipios. Posee un área total de 16.917,247 km².

## Municipios
- Boquira
- Botuporã
- Brotas de Macaúbas
- Caturama
- Ibipitanga
- Ibitiara
- Ipupiara
- Macaúbas
- Novo Horizonte
- Oliveira dos Brejinhos
- Tanque Novo

- Datos: Q2346105